# Покровский, Никифор Фёдорович
Ники́фор Фёдорович Покро́вский (1779—1838) — деятель системы образования Российской империи.

## Биография
Происходил из духовного звания, родился в 1779 году. Обучался в Астраханской духовной семинарии. С 1 сентября 1795 года был в ней учителем нижнего латинского класса, а с 1 сентября 1796 по 1 сентября 1798 года — латинского синтаксического. Поступил в Московский университет. Проходя университетский курс, в 1800 году он был награждён серебряной медалью, а в 1801 году получил золотую медаль. С 6 ноября 1800 по 30 апреля 1803 года Покровский исправлял при университетском Благородном пансионе учительскую должность в звании репетитора. По окончании университета в 1803 году он поступил на службу столоначальником в Департамент Министра военных морских сил, где на него возлагались разные поручения, «требовавшие особенных трудов и знаний».
Произведённый 31 декабря 1808 года в коллежские асессоры, Покровский 17 февраля 1810 года был определён директором училищ Ярославской губернии, возглавил Ярославскую гимназию. По словам историка Ярославской гимназии, Покровский «столько же хорошо понимал педагогические потребности вверенных ему учебных заведений, сколько был чрезвычайно деятелен в административном отношении и в своевременном употреблении мер учебно-воспитательных; он пользовался особенным доверием высшего начальства и полным уважением местной администрации и общества, находясь, между прочим, почти в дружеских отношениях к тогдашнему попечителю округа П. И. Голенищеву-Кутузову».
В июне 1817 года Н. Ф. Покровский был назначен начальником 4-го отделения Департамента духовных дел Министерства духовных дел и народного просвещения (под начальством А. Н. Голицына), в 1825 году занимал ту же должность в 3-м отделении Департамента; в 1820-х годах он был сперва помощником, а затем правителем дел (после ухода А. И. Тургенева) в Совете Женского патриотического общества. 
С 7 июня 1829 года Покровский имел чин действительного статского советника и в 1832 году был назначен первым попечителем Одесского учебного округа. При нём происходило преобразование структуры Ришельевского лицея.
В 1837 году вышел в отставку с чином тайного советника. 
Умер в Крыму в 1838 году, незадолго до своей смерти женившись на Суковой, бывшей директрисе Одесского института. 